# Записки Уральского общества любителей естествознания
Записки Уральского общества любителей естествознания — журнал, издававшийся обществом УОЛЕ в Екатеринбурге в 1873—1927 годах, вышли 40 томов в 106 выпусках. 

## История
Журнал в неопределенные сроки, от 2-х до 4-х вып. в год. С 1911 года в составе «Записок» печатался «Метеорологический бюллетень Уральского общества любителей естествознания».

## Редакторы
Одним из редакторов журнала был И. Иванов.